# 岩村川
岩村川（いわむらがわ）は、木曽川水系の一級河川。岐阜県恵那市を流れる。阿木川を経て木曽川に合流する二次支川。

## 地理
岐阜県恵那市岩村町付近の木曽山脈の南端にあたる木の実峠や水晶山付近に源を発し、恵那市岩村町飯羽間と中津川市阿木の境目付近の阿木川ダムの阿木川湖で阿木川に合流する。河川延長は約9キロメートル、うち河川法区域延長は約8キロメートル。
水源から西に流れて、岩村城の南側で高松川と合流すると北寄りに流れを変える。岩村盆地に差し掛かると流れは緩やかとなり、一色川などの支流と合流しながら流れて田畑の灌漑にも利用される。下流部では屏風山断層地を横切る深い谷を通過し、阿木川湖に至る。
岩村電気軌道が電力源として水力発電所を設置し、余剰電力を周辺の六町村に供給していた。

## 主な橋
上流部で並行する国道418号は本町橋・高松橋など、中流部で並行する国道257号は宮前橋・山王橋などが架かる。
- 一本橋（国道363号）